# Antiemetic

Structura chimică a metoclopramidei

Antiemeticele (denumite și antivomitive, greacă anti-contra; emezis-vomitare) sunt medicamente utilizate pentru a combate starea de rău și voma. Sunt de cele mai multe ori utilizate pentru răul de mișcare și pentru a reduce efectele adverse ale analgezicelor opioide, anestezicelor generale și a chimioterapicelor anticanceroase.

## Indicații
Medicamentele sunt folosite la:
- femeile gravide
- rău de mișcare (kinetoze)
- de a reduce efectul vomitiv al narcoticelor
- combaterea efectelor secundare ale chemoterapiei

Contraindicații
Nu se recomandă administrarea antiemeticelor:
- În caz de intoxicații
- Infecțiilor gastro-intestinale, când vomitarea este binevenită

Medicamente cu acțiune antiemetică
Dimenhydrinat, Meclozin, Diphenhydramin, Metoclopramid, Bromoprid, Cisaprid, Domperidon, Granisetron, Ondansetron, Tropisetron, Dolasetron, Palonosetron, Sulpirid, Triflupromazin, Haloperidol, Droperidol, Perphenazin, Scopolamin, Glucocorticoizi, Dexamethason, Diazepam, Tetrahydrocannabinol și oxigenul au o acțiune antiemetică.